# 希悉子孙墓

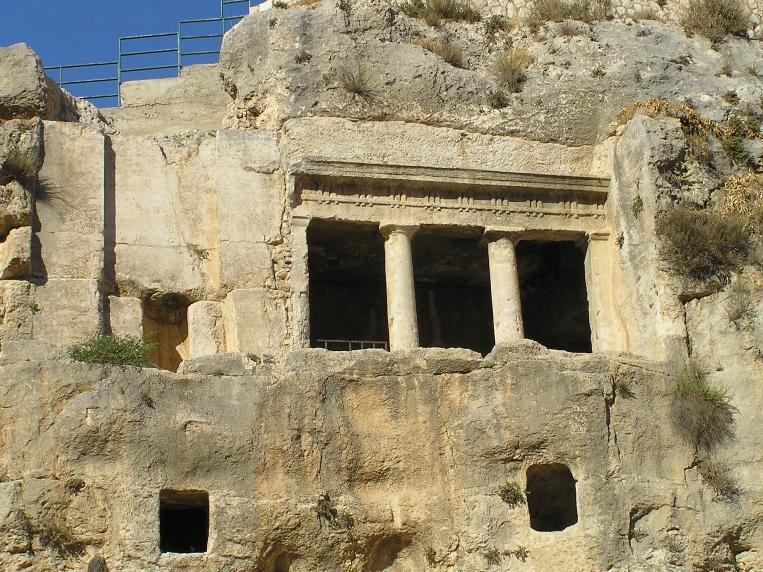
希悉子孙墓

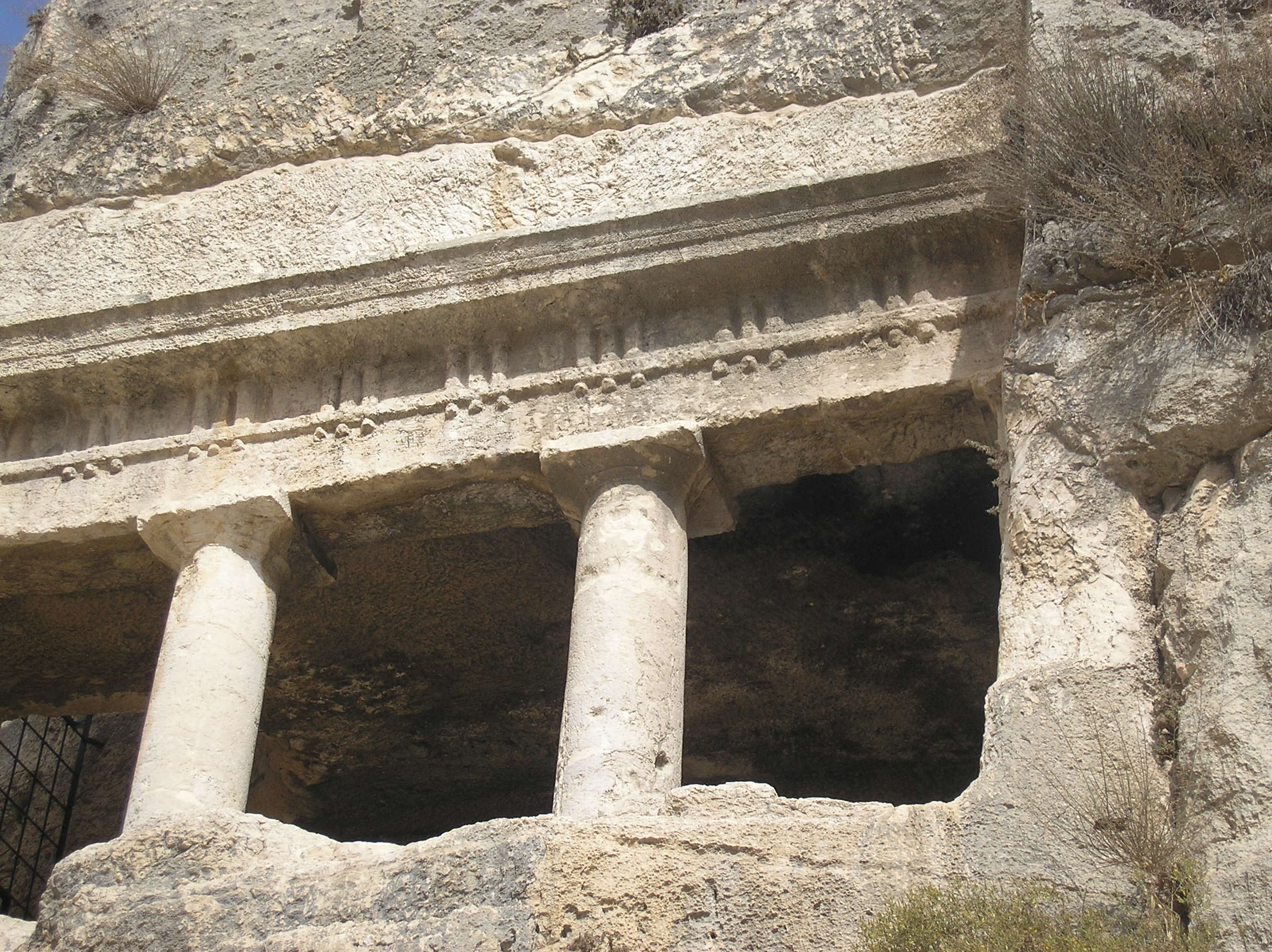

希悉子孙墓（希伯來語：‎，英语：Tomb of Benei Hezir）是耶路撒冷汲沦谷的一座第二圣殿时期的古代墓葬（公元前2世纪）。
根据建筑分析，希悉子孙墓在时间上早于附近的撒迦利亚墓和押沙龙墓，采用古希腊建筑的多立克柱式。
希伯来语铭文表明这是一个犹太祭司希悉家族几代人的墓葬：
זה הקבר והנפש של אלעזר חניה יועזר יהודה שמעון יוחנן בני יוסף בן עובד יוסף ואלעזר בני חניה כהנים מבני חזיר
这是一个富有的家族，能够在汲沦谷拥有墓地。希悉这个名字在圣经中曾出现两次：一位是第十七班次祭司宗族的先祖(历代志上24:15);，另一位是与尼希米一同在约书上盖印的首领之一 (尼希米记10:20)。
31°46′35.21″N 35°14′20.87″E / 31.7764472°N 35.2391306°E